# مسجد الروضة (بوصاصو)
مسجد الروضة (بالصومالية: Masjid Alrawda)‏ هو أكبر مساجد مدينة بوصاصو بشمال شرق الصومال.

## خلفية تاريخية
أُنشئ المسجد عام 1993، ويُعتبر أكبر مساجد مدينة بوصاصو مركز محافظة بري بولاية بونتلاند المتمتعة بالحكم الذاتي، وكان رموز جماعة الاعتصام ومن ضمنهم أحمد حاج عبد الرحمن يقدمون الخطب الدينية والدروس الشرعية في المسجد.
كان المسجد يستضيف الندوات العلمية بشكل سنوي، كما أنه شهد جمعا للتبرعات لإغاثة المتضررين من الكوارث والتفجيرات في جنوب البلاد.
في 7 مارس 2013 تعرض المسجد لهجوم بقنبلة يدوية أثناء محاضرة كان يلقيها بعض الدعاة، لكن الهجوم لم يسفر عن إي إصابات، غير أنه تسبب ببعض الأضرار المادية للمسجد ولبعض السيارات المركونة خارجه، واتُهمت حركة الشباب بتنفيذ الهجوم الذي جاء عقب اغتيال الشيخ عبد القادر نور فارح أحد رموز جماعة الاعتصام المناوئة لحركة الشباب بأيام.

## روابط خارجية
- تقرير عن الهجوم الذي استهدف المسجد في 7 مارس 2013